# Aiguat de 1940
L'aiguat de 1940 o aiguat de Sant Lluc va ser un episodi de pluges torrencials que va tenir lloc l'octubre de 1940 a la zona est dels Pirineus, específicament a la Catalunya Nord i el nord-est de la Catalunya Sud, que provocà inundacions devastadores.
El període de pluges als Pirineus Orientals s'allargà del 16 al 20 octubre. Oficialment es registraren 840 mm de pluja només comptant el 17 d'octubre, registre que el converteix en el rècord de precipitació registrat a Europa en 24 hores, malgrat que els serveis meteorològics havien estat interromputs a causa de la II Guerra Mundial. Tanmateix, una mestra de Sant Llorenç de Cerdans va anotar 1930 mm durant els cinc dies que s'allargà l'episodi, 1.000 mm dels quals concentrats el 17 d'octubre. Les pluges foren menors a la Muntanya Negra. El Canal del Migdia es va trencar a causa de les pluges caigudes als Pirineus.
Es varen desbordar gairebé tots els rius des de la conca del Llobregat fins a la de la Tet. A Catalunya, van quedar destruïts 58 ponts i 380 cases. Unes 175.000 hectàrees de conreu es varen negar completament. A la Catalunya Nord, uns 200 edificis van esfondrar-se i tres centrals hidroelèctriques van quedar totalment destruïdes, entre elles la de la Llau.
El balanç humà de l'episodi va ser de més de 400 morts. La zona més devastada va ser la de l'entorn del massís del Canigó, on hi va haver més de 200 víctimes.
Aquest episodi va provocar un gran impacte en els habitants de les comarques que van patir les destrosses. A Olot ha quedat en la memòria en forma de poemes o cançons que recorden tal efemèride amb to irònic.